# Burg (Saxe-Anhalt)
Pour les articles homonymes, voir Burg.
Burg (Burg bei Magdeburg, en français Bourg-lès-Magdebourg) est une ville de Saxe-Anhalt en Allemagne, située au nord-est de Magdebourg.

## Situation géographique
Burg se trouve à environ 25 kilomètres au nord-est de Magdebourg, la capitale du Land de Saxe-Anhalt. Berlin se trouve à environ 100 kilomètres au nord-est. Les principaux cours d'eau de Burg sont la rivière Ihle et le canal Elbe-Havel. L'Elbe constitue la limite nord-ouest de la ville. La région autour de la ville a été marquée par les périodes glaciaires, auxquelles on doit également la formation du paysage du Flamain, sur les contreforts duquel se trouve Burg. 
La ville de Burg est une Einheitsgemeinde et est composée de sa zone urbaine propre ainsi que des localités de Blumenthal, Detershagen, Gütter, Ihleburg, Madel, Niegripp, Parchau, Reesen et Schartau. 

## Toponymie
L'origine du nom de Burg n'est pas claire. L'ancienne orthographe en est Borg et la prononciation dialectale actuelle tendrait également vers le /ɔ/ plutôt que vers le /u/. La forme triangulaire de la place du marché est interprétée comme une preuve de l'origine slave de la ville. Bor (en slave « forêt de conifères ») s'impose donc comme nom de lieu, à la manière de Kleinburg (près de Wrocław), où une forme de transition Borck a également existé. Cependant, le village de Gardelegen, situé non loin, possède également un marché triangulaire, mais il est considéré comme étant d'origine germanique. 
Bien que Burg signifie château fort en allemand, on n'a jamais pu prouver l'existence d'une telle construction à Burg.

## Histoire
| Appartenances historiques Principauté archiépiscopale de Magdebourg 1180-1680 Marche de Brandebourg (Duché de Magdebourg) 1680–1701 Royaume de Prusse (Duché de Magdebourg) 1701–1807 Royaume de Westphalie 1807–1813 Royaume de Prusse (Province de Saxe) 1815–1871 Empire allemand 1871–1918 République de Weimar 1918–1933 Reich allemand 1933–1945 Allemagne occupée 1945–1949 République démocratique allemande 1949–1990 Allemagne 1990–présent |

Le village de Burg a été mentionné pour la première fois dans un document datant du 1er octobre 948. L'implantation humaine y a été favorisée par les conditions d'existence favorables offertes par les hauteurs du nord-ouest du Flamain, au-dessus des plaines aquifères de l'Ihle et de l'Elbe, avec leur terrain en partie fertile et riche en gibier. La préhistoire de Burg a commencé de manière tangible au néolithique, vers le début du troisième millénaire avant Jésus-Christ. Des vestiges datant de l'âge du bronze, puis de l'âge du fer, documentent la suite de la protohistoire de Burg. Des recherches menées en 2010 ont permis de localiser dans la région de Burg la colonie de Mersovium, que Ptolémée avait répertoriée dans sa Géographie vers l'an 150 après J.-C..
Après le départ de la population germanique à l'époque des grandes migrations, des Slaves s'installèrent à proximité du passage de l'Ihle. Les rois ottoniens commencèrent leur politique de conquête au Xe siècle. En 928, Henri Ier conquit le Brandebourg. Son fils Otto fonda l'évêché de Brandebourg en 948. Dans l'acte de fondation, la ville de Burg est mentionnée pour la première fois. Afin d'y assurer leur influence, Albert l'Ours et l'archevêque Wichmann de Seeburg invitèrent des colons flamands à s'installer dans le pays de Burg. Ils fondèrent la ville basse, bâtirent l'église Saint-Nicolas et introduisirent la draperie dans la ville. Les Flamands ont joué un rôle important dans le développement économique de la ville. En construisant des digues sur l'Elbe et en drainant les plaines, ils ont agrandi les surfaces agricoles autour de la ville. L'élevage, le brassage de la bière et la fabrication de draps de laine ont été à la base du développement de la ville de Burg. 
Des deux côtés de la rive de l'Ihle, une ville haute et une ville basse se développèrent sous une administration séparée. Au début du XIIIe siècle, les deux cités furent dotées de fortifications communes (nouveaux murs de défense avec tours). À cette époque, Burg comptait déjà parmi les villes les plus importantes de la région sur le plan économique comme militaire ; au XVe siècle, elle était la troisième plus grande ville de l'archevêché de Magdebourg, après Magdebourg et Halle.
La guerre de Trente Ans a causé de nombreuses souffrances à la population de Burg. Le passage des armées, l'hébergement des soldats, qui provoqua à plusieurs reprises des incendies, un bombardement d'artillerie et un pillage général en 1644 menèrent la ville au bord de la ruine. Lors de la paix de Prague de 1635, Burg fut attribué à la Saxe électorale, mais le duc Jean-Adolphe Ier de Saxe-Weissenfels la vendit en 1687 à la Prusse. Burg dépendait alors directement du pouvoir ducal. C'est à cette époque qu'arrivèrent de nombreux immigrants wallons et huguenots, qui apportèrent avec eux de nouvelles formes d'artisanat innovantes. La « rue des Français » (Franzosenstraße) de Burg leur rend aujourd'hui encore hommage. Au XVIIIe siècle, Burg devient une ville de garnison.
Avec le développement des transports — en 1820, une route fut construite entre Burg et Magdebourg — et les débuts de l'industrialisation, l'économie de la ville ne cessa de progresser. En 1836, les premières machines à vapeur fonctionnaient à Burg. Le 7 août 1846 fut inaugurée la gare de Burg, étape sur la nouvelle ligne ferroviaire Berlin-Magdebourg. Enfin, la construction du canal de l'Ihle en 1871 a créé les conditions d'un développement industriel à grande échelle. En 1883, l'usine de chaussures "Tack u. Cie" est fondée. Jusqu'à la fin de la Seconde Guerre mondiale, l'entreprise était la plus grande fabrique de chaussures en Europe, produisant jusqu'à 4000 paires par jour. 
Pendant la Seconde Guerre mondiale a relativement épargné Burg. Un groupe composé de communistes, de sociaux-démocrates et de démocrates bourgeois a en outre obtenu la reddition sans combat de la ville à l'armée soviétique, empêchant ainsi sa destruction dans les derniers jours de la guerre.

## Personnalités liées à la ville
Naissances à Burg :
- Joachim a Burck (de) (1546-1610), compositeur ;
- Carl von Clausewitz (1780-1831), officier et théoricien militaire ;
- Brigitte Reimann (1933-1973), écrivain ;
- Harald Jährling (1954-), double champion olympique en aviron.

Autres personnalités liées à la ville :
- Theodor Fontane (1819-1889), écrivain, a officié à Burg en tant que garçon de pharmacie.

## Culture
En raison de sa fondation précoce et de sa position stratégique, la ville de Burg a été dotée très tôt de fortifications. Certaines de ces installations ont été conservées, expliquant le surnom donné à la ville de « Ville des Tours » (Stadt der Türme). 
La route culturelle Straße der Romanik (route de l'art roman) passe par Burg.

## Jumelages
La ville de Burg est jumelée avec :
- Gummersbach (Allemagne) depuis 1990 ;
- Tira (Israël) (Israël) depuis 2001 ;
- La Roche-sur-Yon (France) depuis 2005 ;
- Afántou (Grèce) depuis 2009.